# Джеймс Стрейчи
Джеймс Бюмонт Стрейчи (на английски: James Beaumont Strachey) е британски психоаналитик, брат на Литън Стрейчи. Заедно с жена си Аликс Стейчи превеждат трудовете на Зигмунд Фройд на английски език.

## Биография
Роден е на 26 септември 1887 година в Лондон, Великобритания. Получава образованието си в Тринити колидж, Кеймбридж. Там заема стаите, използвани от по-големия му брат Литън Стрейчи, наричан Големия Стрейчи, и става известен като Малкия Стрейчи.
Джеймс е помощник-редактор на „Спектейтър“ и член на кръга Блумсбъри, където се сближава с Аликс Сарджънт Флоренс, с която се познават от 1910 г. Заживяват заедно през 1919 г. и се оженват през 1920 г.
Стрейчи започва през 1923 година (в продължение на 10 г.) да анализира Доналд Уиникът. Скоро след това семейството отива във Виена, където Джеймс, почитател на Фройд, започва обучителна анализа със създателя ѝ. Фройд моли двамата да преведат някои негови трудове на английски език и това се превръща в делото на живота им. И двамата стават психоаналитици, а трудовете на Фройд се превеждат също и от редица други европейски психоаналитици. Техният превод на трудовете на Фройд е издаден в 24 тома и остава стандартното им издание.
Умира на 25 април 1967 година в Хай Уикъмб на 79-годишна възраст.